# Alexandre Makovski
Pour les articles homonymes, voir Makovski.
Alexandre Vladimirovitch Makovski (en russe : Алекса́ндр Влади́мирович Мако́вский), né le 24 mars 1869 à Moscou et mort le 26 octobre 1924 à Leningrad, est un peintre russe, graphiste membre de la société des Ambulants, académicien et professeur à l'Académie russe des beaux-arts. Fils du peintre Vladimir Makovski, neveu des peintres Constantin Makovski, Nikolaï Makovski, Vladimir Makovski et de la peintre Alexandra Makovskaïa.

## Biographie

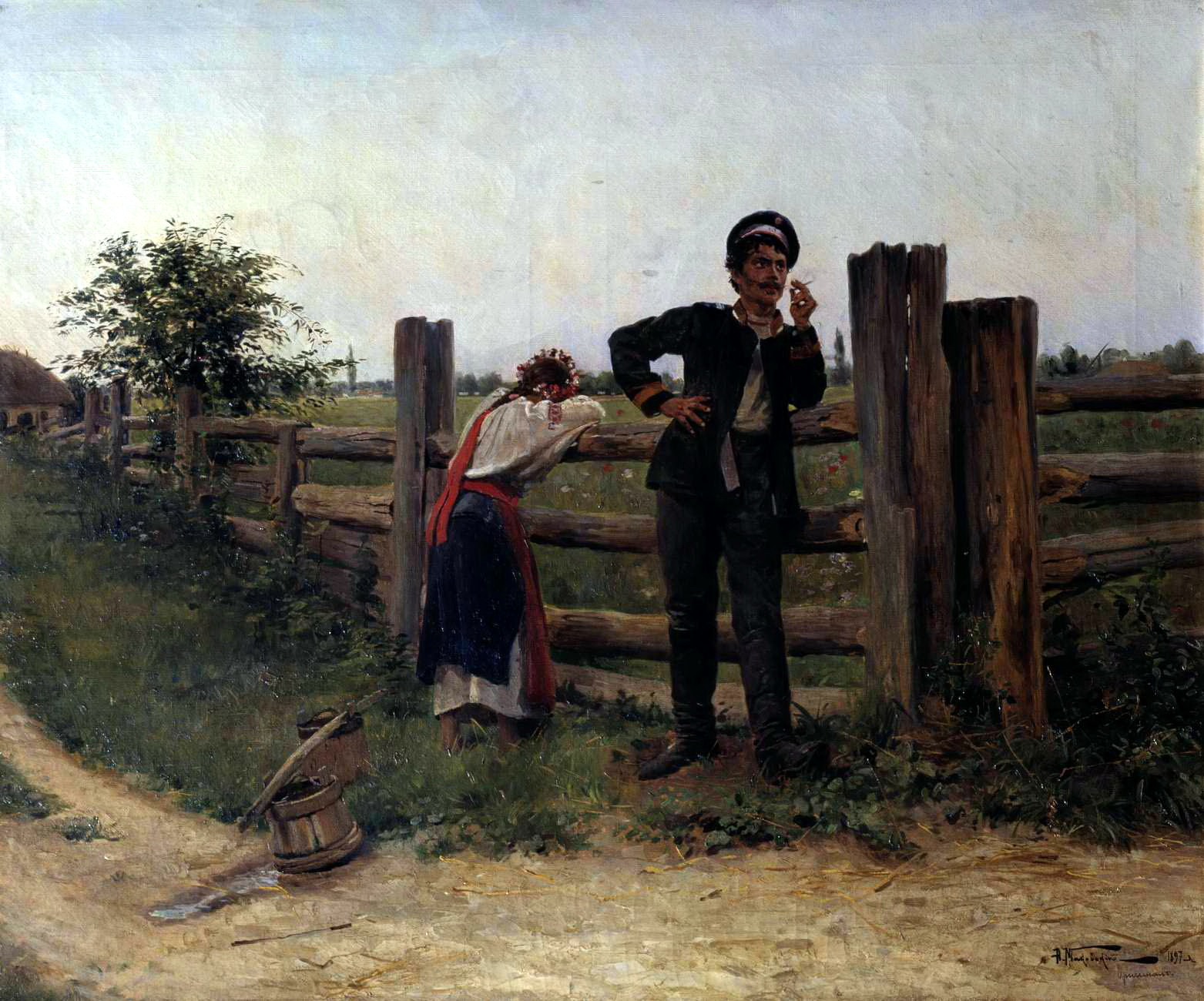
« Tu en as assez de moi ? » 1897, huile, toile — musée des beaux-arts d'Odessa.

Makovski naît dans une famille noble du Gouvernement de Moscou, dans laquelle il reçoit une première initiation à la peinture. Alexandre suit la carrière de son père et devient peintre, tandis que son frère cadet, Konstantin, devient architecte.
En 1884, Alexandre est admis à l'École de peinture, de sculpture et d'architecture de Moscou. Il étudie à l'atelier d'Illarion Prianichnikov, de Vassili Polenov et de son père, Vladimir Makovski.
Durant ses études, il reçoit deux médailles d'argent, en 1889, pour sa promotion de fin d'étude et la grande médaille d'argent pour son tableau « Les connaisseurs d'art ».
Puis, jusqu'en 1893, il vit et travaille à Paris où il fréquente les cours de l'école du peintre français Fernand Cormon. En 1893, il se voit attribuer le titre de peintre enseignant.

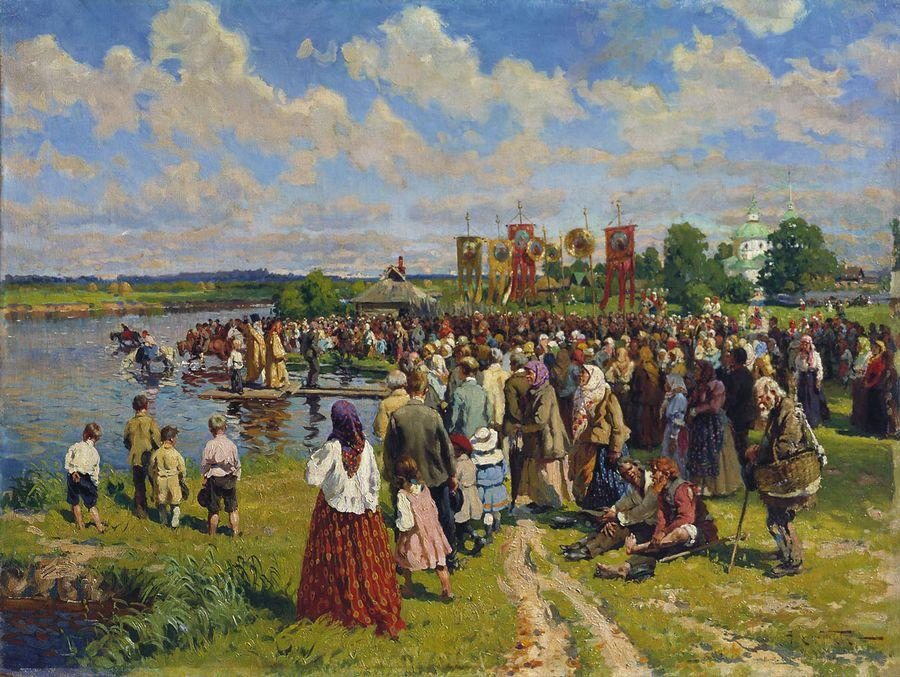
La procession aux saints Flore et Laure, 1922-1923.

Il est admis, en 1894 à l'Académie russe des beaux-arts, à Saint-Pétersbourg, dans la classe d'Ilia Répine. Il termine l'académie en 1895.
À partir de 1897, il a la charge des subsides pour les étudiants, à la bibliothèque de l'Académie impérial des beaux-arts ; en 1898, il est nommé directeur de professeurs à la section pédagogique de l'Académie.
Il ouvre, ensuite, un studio de peinture privé, à Saint-Pétersbourg, où il enseigne à plusieurs élèves, parmi lesquels : Iva Polov, Vital Tikhov, Boris Tsvetkov.
Depuis 1893, il est membre de la société des artistes de Moscou ; à partir de 1892 il expose et, en 1902, il devient membre effectif de la société des Ambulants.
Après 1911, il est nommé académicien, en hommage aux portraits qu'il a réalisés, et, en 1913, il devient directeur et professeur d'art ancien à l'Académie russe des beaux-arts. Il est l'auteur de plusieurs ouvrages sur la technique du dessin et de la peinture.

## Galerie de tableaux
Classés par ordre croissant de dates.

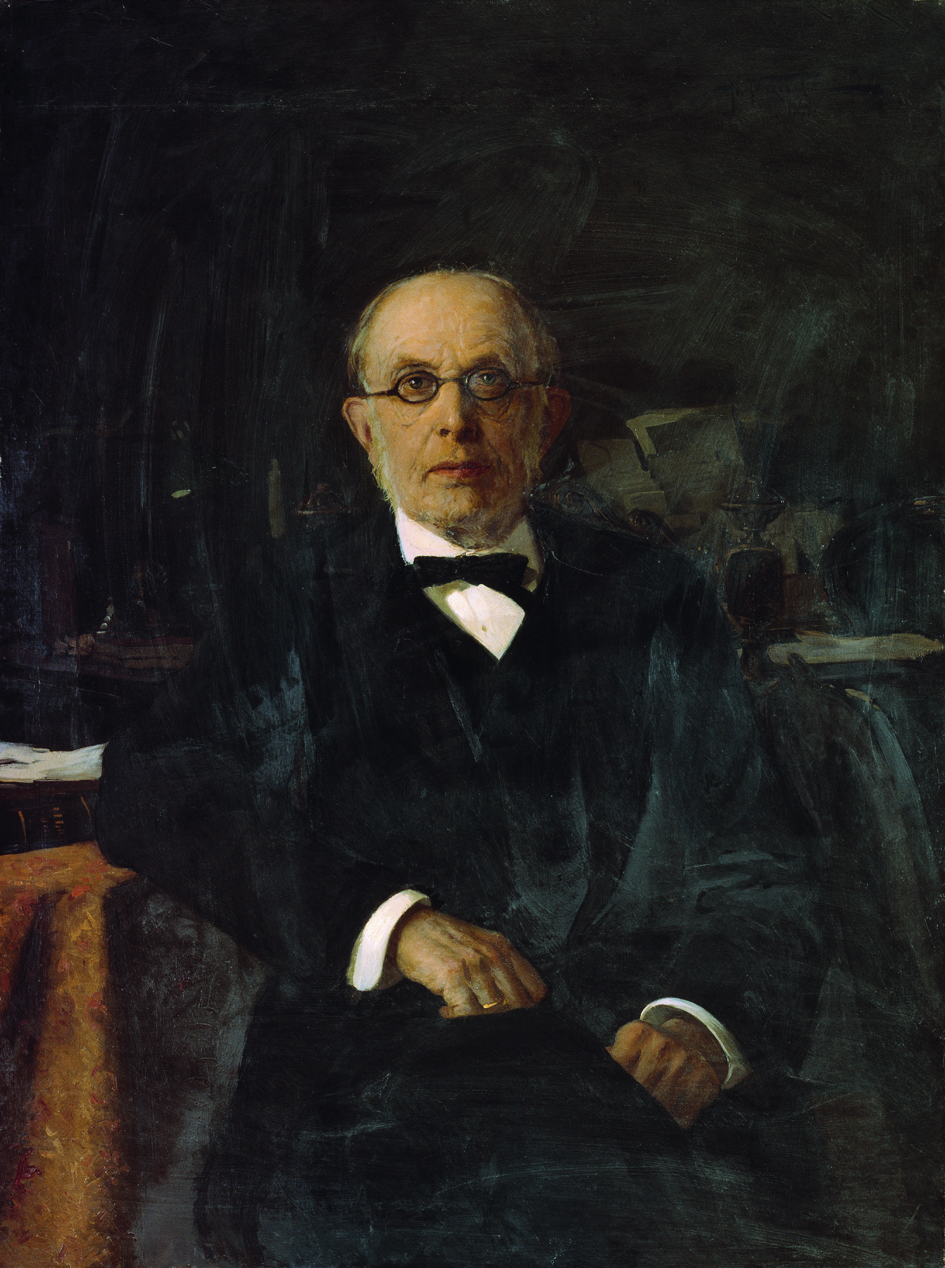
Portrait du substitut du procureur du Saint-Synode Konstantin Pobedonovstev, 1899, huile, toile — musée Russe.
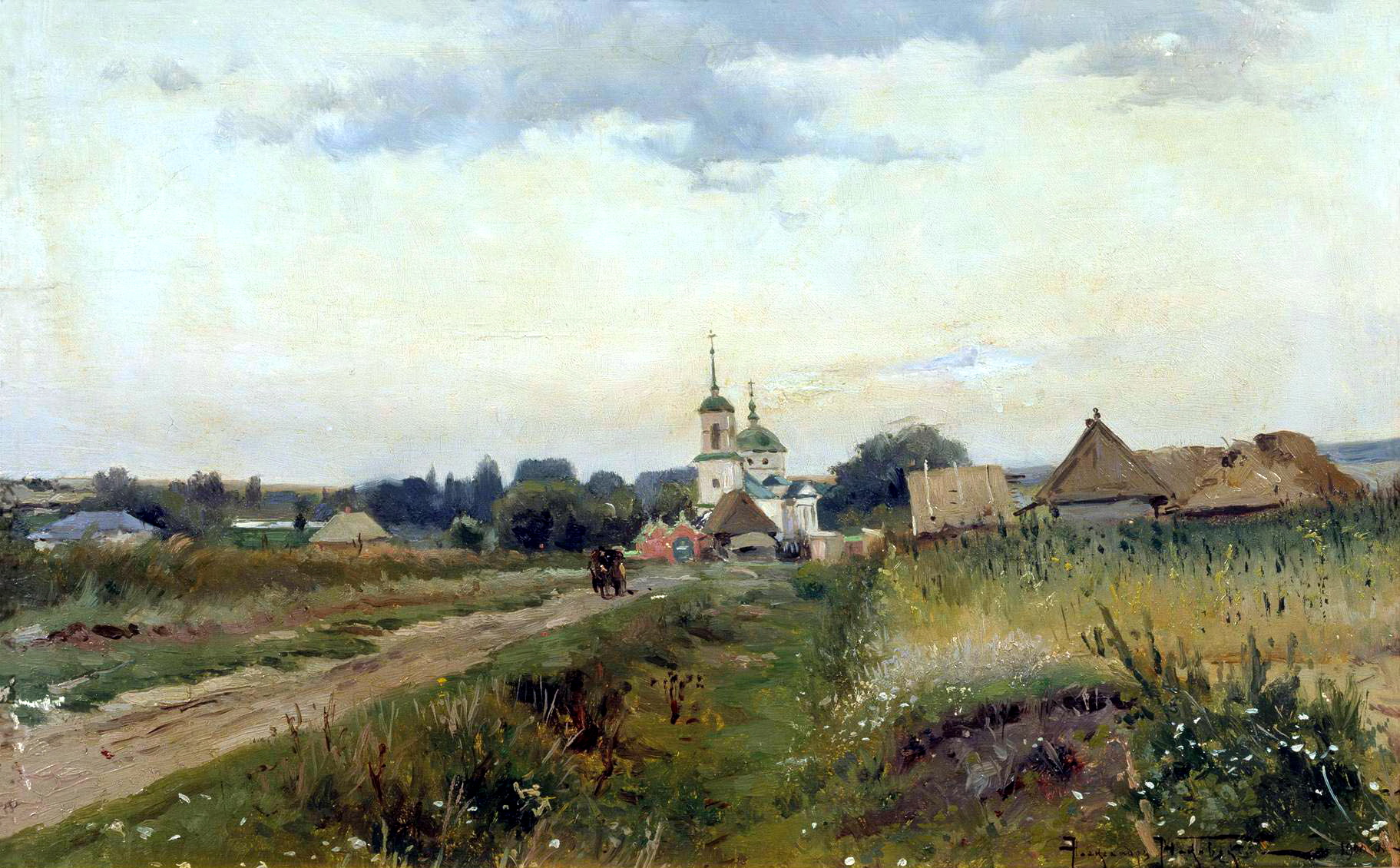
Paysage avec une église, 1900, huile, toile — collection privée.
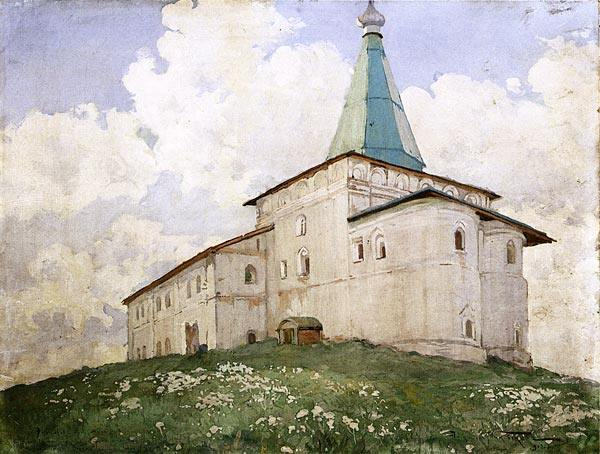
« Église de l'Annonciation au monastère Antoine Siski », 1912, papier sur carton, tempera — collection privée.
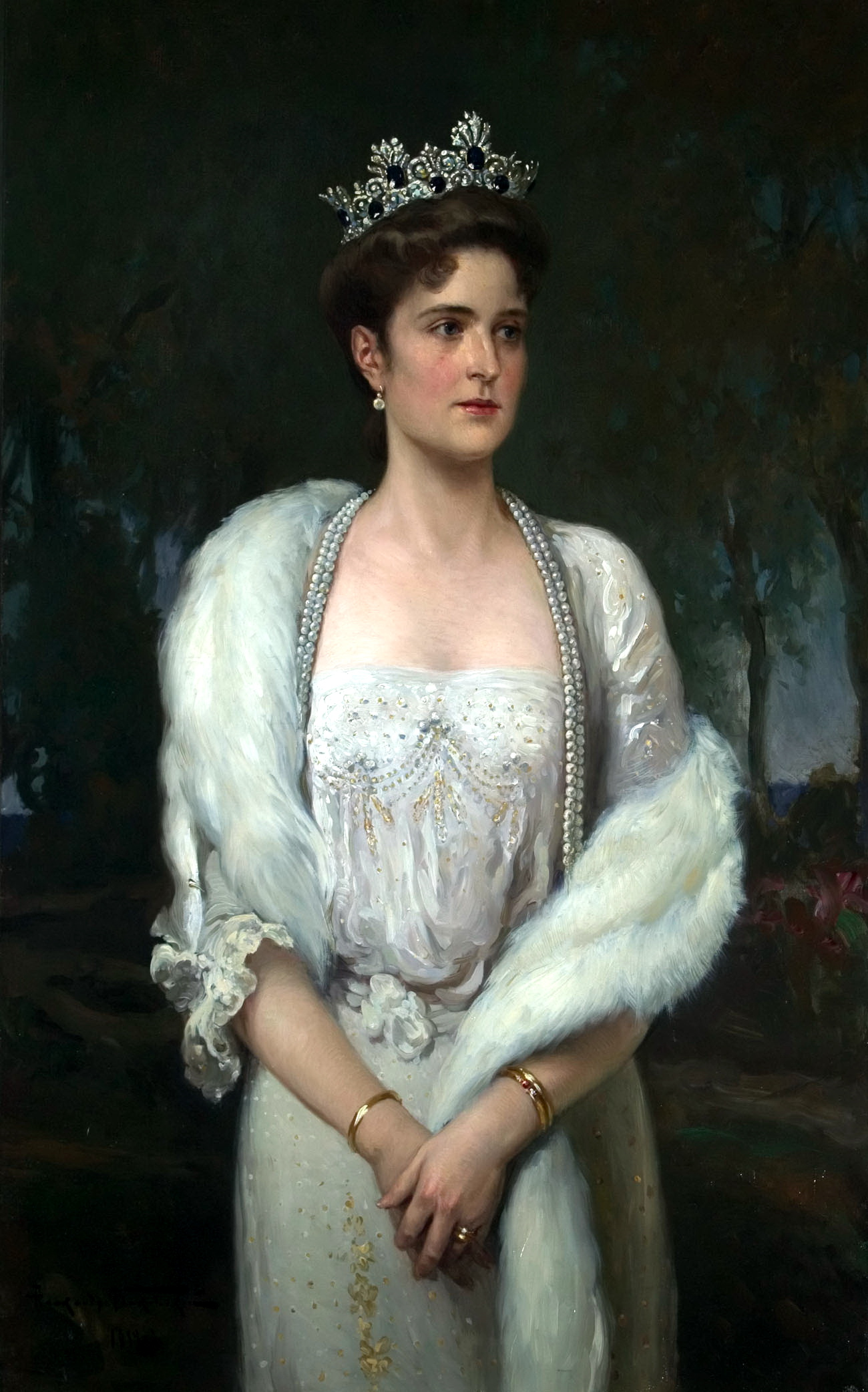
Portrait d'Alix de Hesse-Darmstadt, épouse de Nicolas II ; dernière impératrice de Russie 1914, huile sur toile — musée historique d'État.
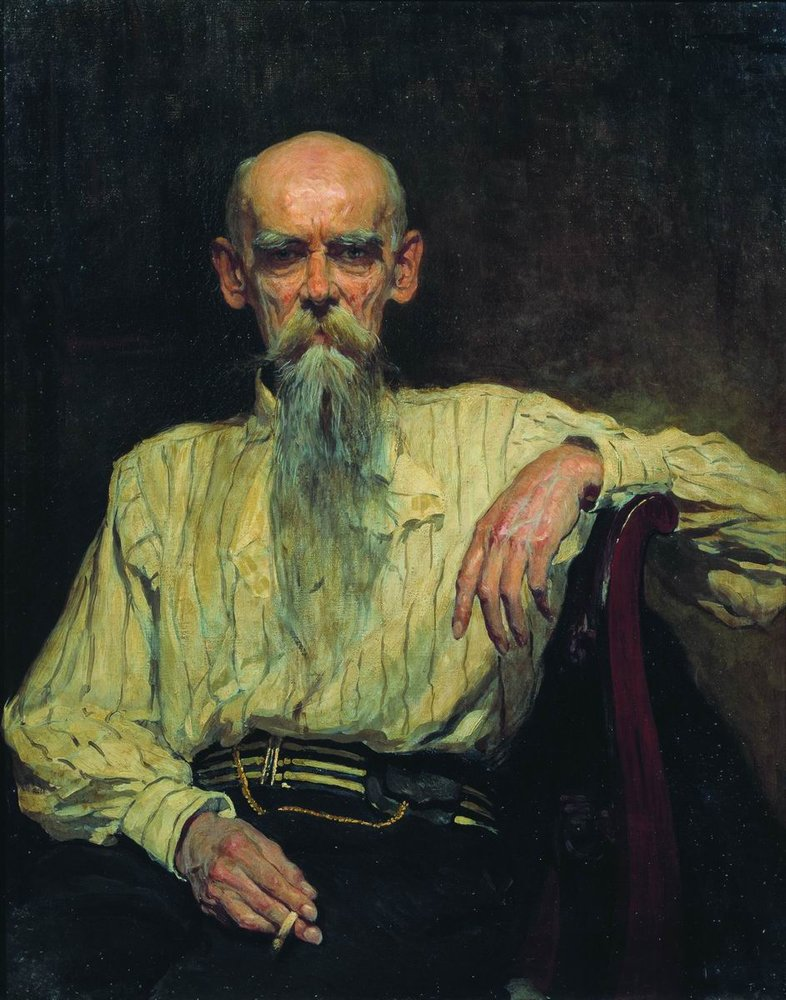
Portrait du peintre Efim Volkov, 1914, huile, toile — Galerie Tretiakov.
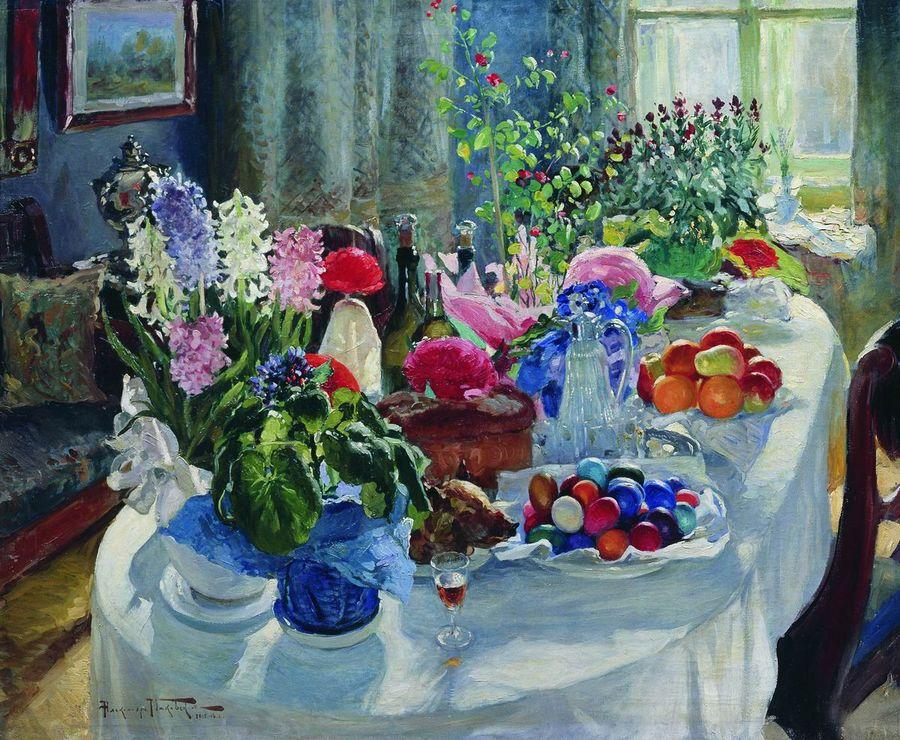
« Table pascale », 1915-1916, huile, toile — musée de l'oblast de Tver.
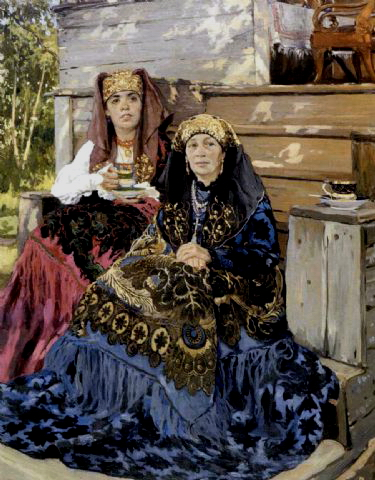
« Les buveuses de thé », 1916, huile, toile — collection privée.
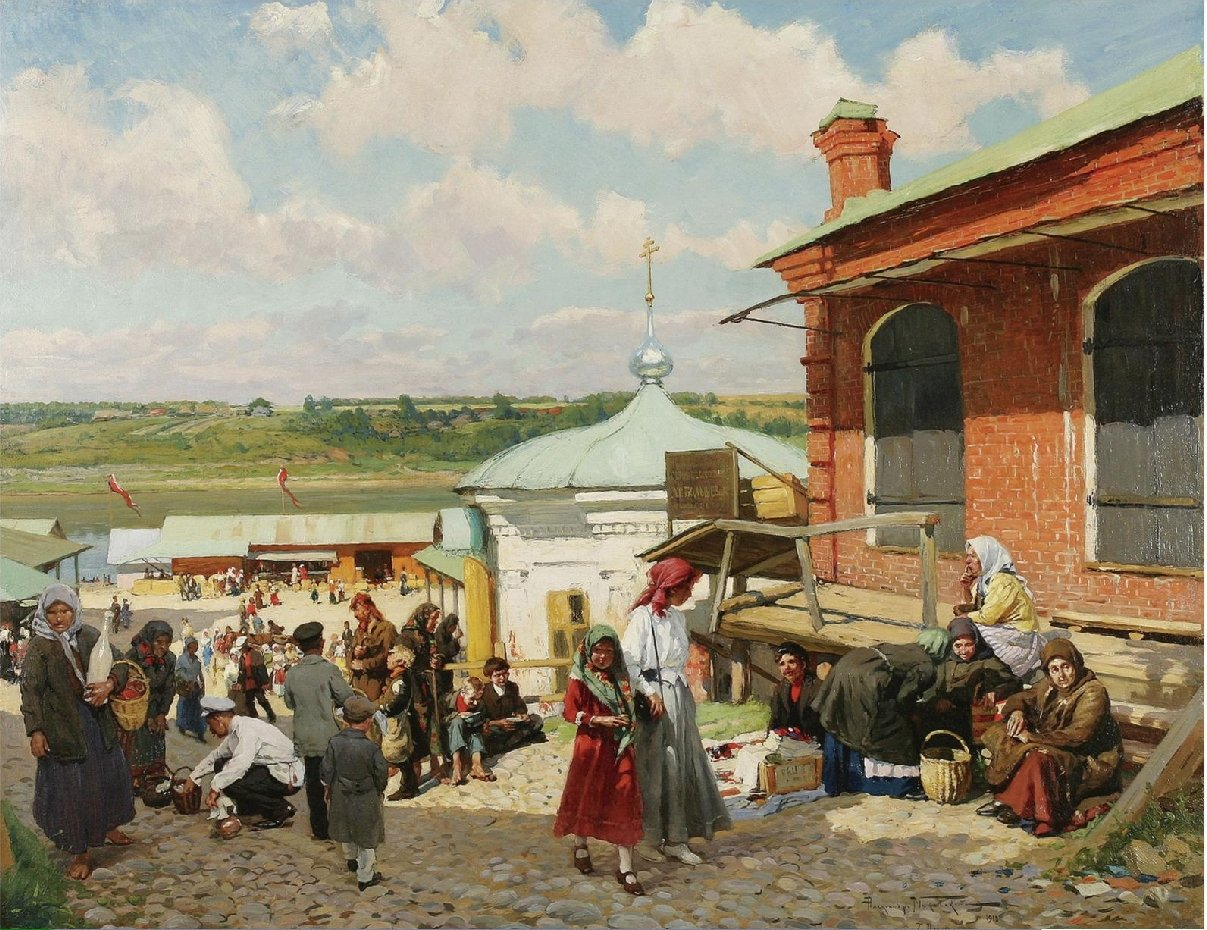
« Plios », 1918, huile, toile — collection privée.
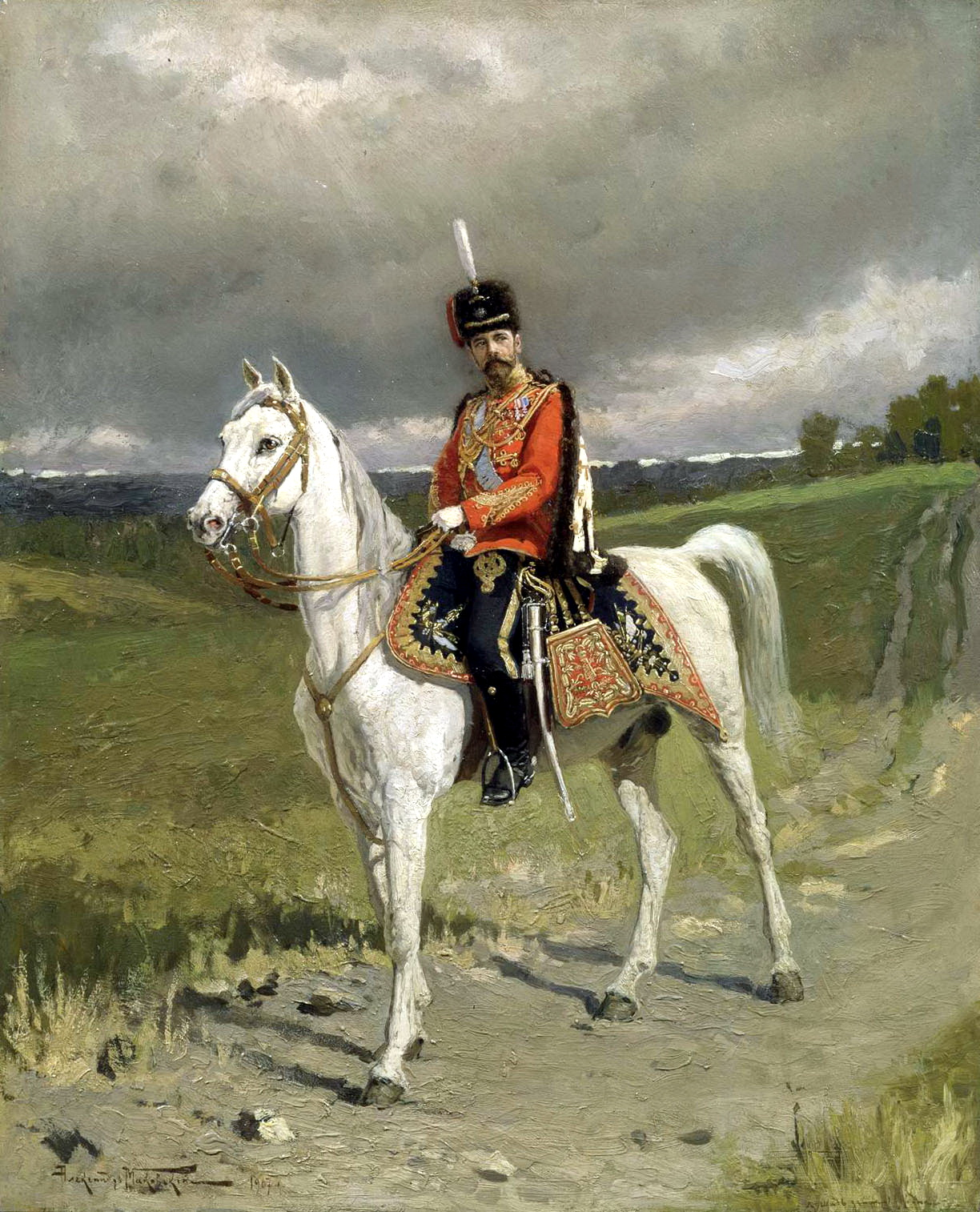
« Nicolas II en uniforme de la garde de hussard », 1907, huile, toile — musée Russe.
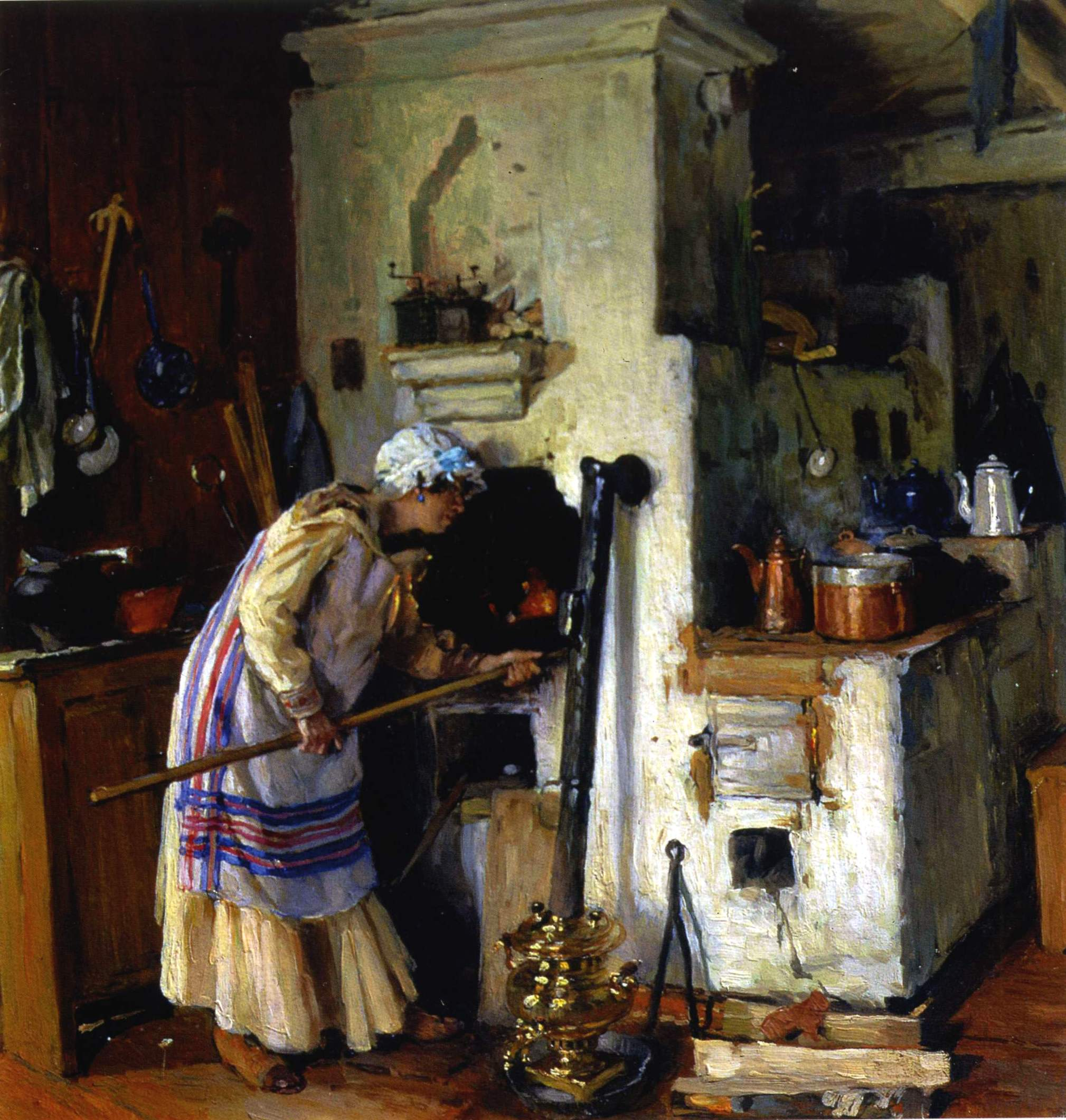
Musée régional d'art de Zaporijjia, Un nouveau devoir de 1918.
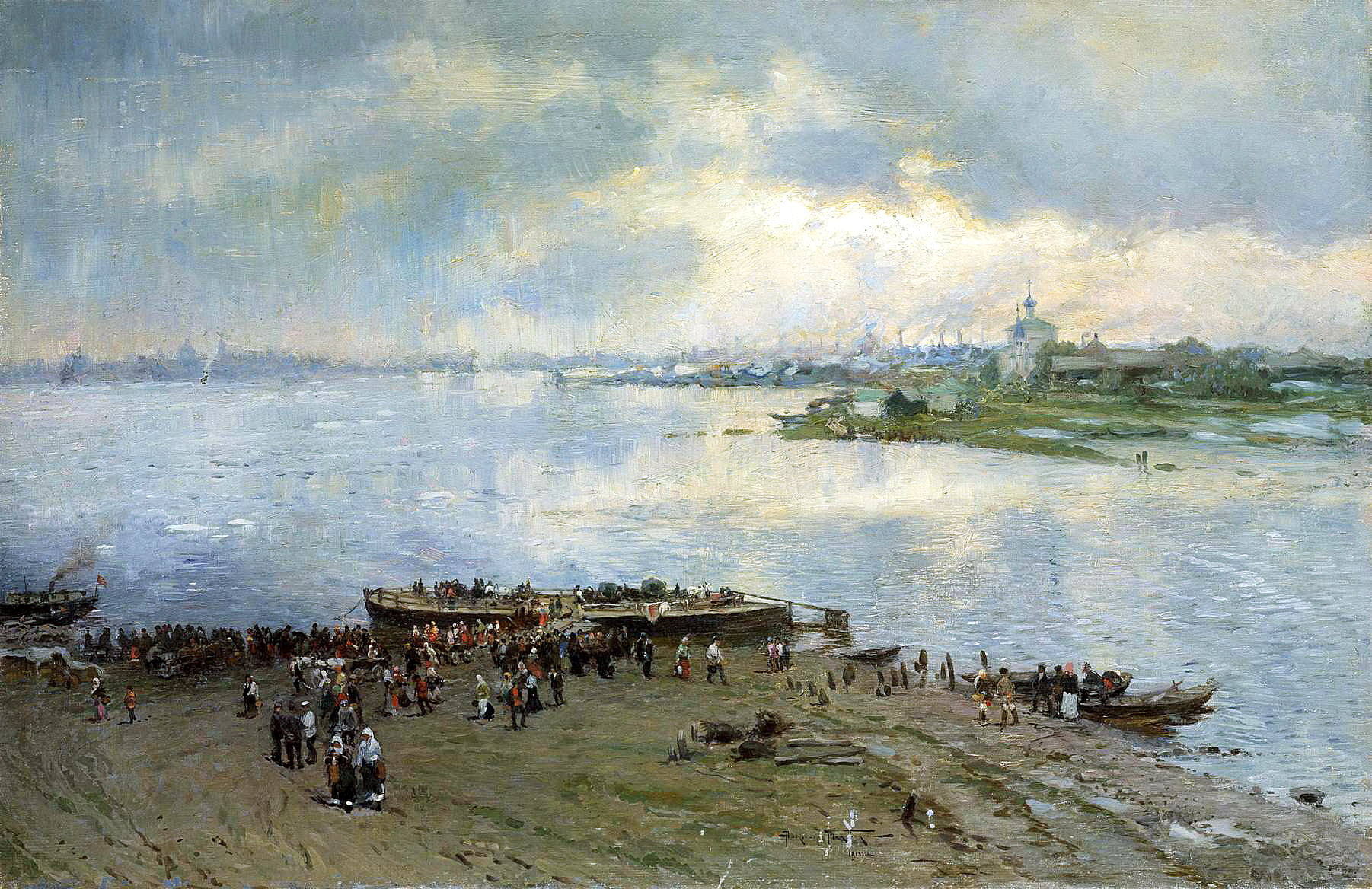
Passage de la Volga, 1918.

## Source
- (ru) Cet article est partiellement ou en totalité issu de l’article de Wikipédia en russe intitulé « Маковский, Александр Владимирович » (voir la liste des auteurs)..